# Ferdinando Prat (militare)
Giovanni Antonio Ferdinando Prat (Torino, 23 giugno 1792 – Torino, 17 settembre 1862) è stato un militare e politico italiano.

## Biografia
Ferdinando Prat era figlio di Giovanni Battista Prat e di Francesca Bonardel.
Intrapresa la carriera militare, studiò presso il Politecnico di Parigi entrando nell'orbita dell'esercito napoleonico, venendo infine nominato Sottotenente d'artiglieria ma dovendo rinunciare presto a proseguire i propri studi in Francia a causa della caduta dell'Impero francese. Ritornato in Piemonte venne nominato Tenente il 24 novembre 1814.
Promosso Colonnello il 25 gennaio 1833, divenne Maggiore Generale, comandante del personale del corpo d'artiglieria (1841-1848) e poi ottenne l'incarico di vice comandante generale del medesimo corpo durante gli anni della Prima guerra d'indipendenza italiana. Nel 1844, inoltre, egli aveva ricevuto il titolo di Conte con regia patente che garantiva il passaggio di titolo da suo suocero Gaspare Coller, di cui Prat aveva sposato la figlia Irene.
Il 14 ottobre 1848 venne nominato senatore del Regno di Sardegna.
Nominato Luogotenente Generale, nel 1851 ottenne il pensionamento e si dedicò alla vita pubblica, divenendo Presidente della commissione preposta ad esaminare le domande di richiesta della medaglia al valor civile. In quello stesso periodo divenne anche Membro del Congresso consultivo permanente di guerra e Presidente del Tribunale supremo di guerra e marina.